# 너티 프로페서 (1996년 영화)
《너티 프로페서》(영어: The Nutty Professor)는 미국에서 제작된 톰 셰이디액 감독의 1996년 SF 코미디 영화이다. 1963년 개봉한 동명 영화의 리메이크이다. 에디 머피 등이 출연하였고, 브라이언 그레이저 등이 제작에 참여하였다.
2000년 속편 《너티 프로페서 2》가 개봉하였다.

## 줄거리
뛰어난 두뇌를 갖추었으며 따뜻한 마음의 소유자이지만 심각하게 비만한 과학자 셔먼 클럼프 교수는 체중 감량 효과를 내는 기적의 약을 발명한다. 화학 전공생 칼라와의 데이트를 망친 뒤 상심한 셔먼은 약을 본인의 몸에 직접 시험한다. 셔먼은 순식간에 250 파운드가 빠지지만 대신 부작용으로 고약한 성미를 지닌 제2의 자아 버디 러브가 부상한다.

## 출연진
- 에디 머피 - 셔먼 클럼프 교수 / 버디 러브 / 랜스 퍼킨스 / 클레이터스 클럼프 / 애나 펄 젠슨클럼프 / 아이다 메이 젠슨 / 어니 클럼프 시니어 역
- 제이다 핑킷 - 칼라 퍼티 역
- 제임스 코번 - 할런 하틀리 역
- 래리 밀러 -  리치먼드 학장 역
- 데이브 셔펠 - 레지 워링턴 역
- 존 에일스 - 제이슨
- 저말 믹슨 - 어니 클럼프 주니어 역
- 몬텔 조던 - 본인 역
- 네드 루크 - 공사장 인부 역
- 어시나 매시, 리사 보일, 알렉시아 로빈슨 - 섹시한 여성들 역

## 기타 제작진
- 공동 제작: 제임스 D. 브루베이커
- 배역: 얼레타 셔펠
- 미술: 윌리엄 엘리엇
- 의상: 하 응우옌
- 특수 효과 분장: 릭 베이커